# Pallidelix
Pallidelix is een geslacht van weekdieren uit de klasse van de Gastropoda (slakken).

## Soorten
- Pallidelix bennetti (Brazier, 1872)
- Pallidelix chinchilla Stanisic, 2010
- Pallidelix greenhilli (Cox, 1866)
- Pallidelix simonhudsoni Stanisic, 2015